# Tweede Kamerverkiezingen in het kiesdistrict Dordrecht (1848-1850)
Tweede Kamerverkiezingen in het kiesdistrict Dordrecht (1848-1850) geeft een overzicht van verkiezingen voor de Nederlandse Tweede Kamer in het kiesdistrict Dordrecht in de periode 1848-1850.
Het kiesdistrict Dordrecht werd ingesteld na de grondwetsherziening van 1848. Tot het kiesdistrict behoorden de volgende gemeenten: Alblasserdam, Berkenwoude, Dordrecht, Dubbeldam, Giessendam, Hofwegen, Krimpen aan de Lek, Krimpen aan den IJssel, Lekkerkerk, Nieuw Lekkerland, De Mijl, Oud-Alblas, Ouderkerk aan den IJssel, Papendrecht, Sliedrecht, Stormpolder, Wieldrecht en Wijngaarden.
Het kiesdistrict Dordrecht vaardigde in deze periode per zittingsperiode één lid af naar de Tweede Kamer. 
Legenda
- cursief: in de eerste verkiezingsronde geëindigd op de eerste of tweede plaats, en geplaatst voor de tweede ronde;
- vet: gekozen als lid van de Tweede Kamer.

## 30 november 1848
De verkiezingen werden gehouden na ontbinding van de Tweede Kamer, na inwerkingtreding van de herziene grondwet.
|                          | 30 november | 12 december |
| ------------------------ | ----------- | ----------- |
| Kiesgerechtigden         | 707         | 707         |
| Opkomst                  | 574         | 518         |
| Geldige stemmen          | 570         | 511         |
| Blanco stemmen           | 2           | 7           |
| Kandidaten               |             |             |
| J.S. Lotsy               | 204         | 274         |
| J.R. Thorbecke           | 259         | 237         |
| P. Blussé van Oud-Alblas | 54          |             |
| J. Crans                 | 20          |             |
| J. de Bosch Kemper       | 9           |             |
| J.C. Faber van Riemsdijk | 8           |             |

## Voortzetting
In 1850 werd het kiesdistrict Dordrecht omgezet in een meervoudig kiesdistrict, waaraan een gedeelte van de kiesdistricten Brielle (de gemeenten Goudswaard, Piershil en Zuid-Beijerland) en Gorinchem (de gemeenten Bleskensgraaf, Brandwijk, Hardinxveld, Molenaarsgraaf en Streefkerk) en het gehele kiesdistrict Ridderkerk toegevoegd werden. De gemeenten Berkenwoude, Krimpen aan de Lek, Krimpen aan den IJssel, Lekkerkerk, Ouderkerk aan den IJssel en Stormpolder werden toegevoegd aan het kiesdistrict Gouda.